# Priosphenodon

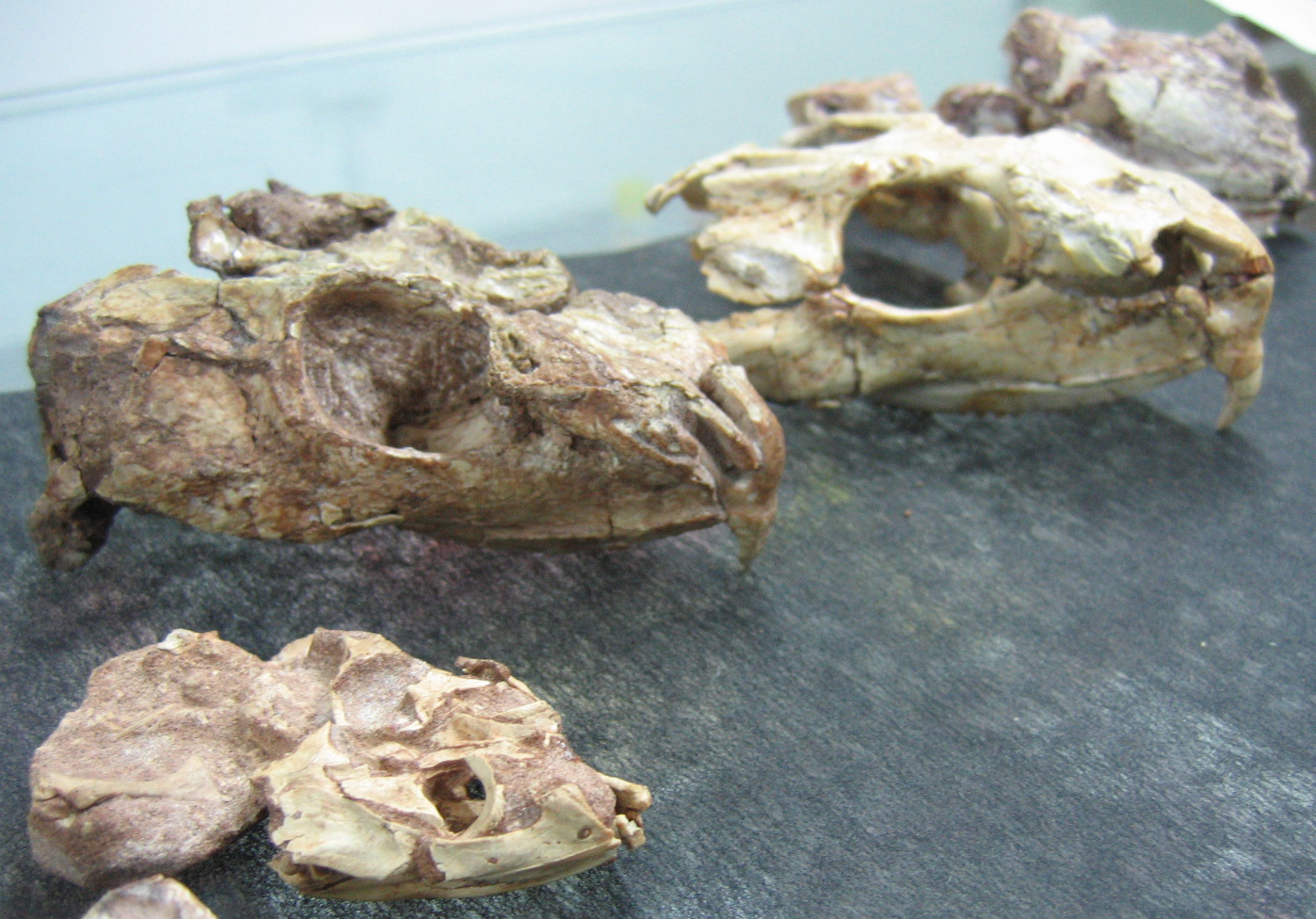
Cráneos de Priosphenodon avelasi que corresponden a distintos estadios ontogenéticos.

Priosphenodon (del gr. "dientes acuñados en sierra") es un género extinto de lepidosaurios rincocéfalos eilenodontinos que vivieron a principios del período Cretácico superior, hace aproximadamente 95 millones de años entre el Cenomaniense y el Turoniense, en lo que es hoy Sudamérica. Sus restos fósiles aparecieron por vez primera en el yacimiento La Buitrera en la Formación Candeleros, cerca de la localidad de Cerro Policía en la provincia de Río Negro, Argentina. El holotipo se encuentra depositado en el Museo Provincial Carlos Ameghino de la ciudad de Cipolletti, provincia de Río Negro, Argentina.

## Hallazgos
Un especimen de este género fue encontrado también en la otra vertiente de la subcuenca de Picún Leufú, en la provincia de Neuquén, donde recibió el nombre de Kaikaifilusaurus calvoi. Además, fue hallada más al sur, en Chubut, bautizada Priosphenodon minimus. Otro especimen sumamente incompleto fue hallado unos kilómetros al norte y llamado Patagosphenos watuku. Los esfenodontes de La Buitrera sobrepasan el metro de longitud, y su cráneo de 15 cm los sitúa entre los mayores esfenodontes del mundo. Incluso los extraños esfenodontes marinos, como los pleurosaurios y los safeosaurios, de picos aguzados y estilizados cuerpos, poseen cráneos que miden aproximadamente 10 cm. La impresionante masa corporal de Priosphenodon resulta importante, ya que la mayor parte de los esfenodontes conocidos no superan los 20 cm de longitud. Este hecho, sumado a la sorprendente abundancia de ejemplares y su aparente condición de herbívoros, tiene profundas implicaciones en la ecología y composición de los ecosistemas terrestres mesozoicos. Los restos de esfenodontes hallados en el Área Paleontológica de La Buitrera (que incluye las localidades, de sur a norte, de El Pueblito, Cerro Policía, El Loro, Cerro Bandera, La Buitrera, Aguada de las Vacas y La Escondida) son especialmente importantes porque llenan un vacío en el registro fósil entre aquellos restos de esfenodontes de principios del Cretácico y el actual tuátara de Nueva Zelanda. Además, demuestran que la supervivencia de esfenodontes en un pequeño archipiélago del Océano Pacífico (Nueva Zelanda), antes considerado una curiosidad zoológica, es en realidad parte de la compleja historia y distribución de un gran y diverso grupo de reptiles que habitaba en Gondwana. Si bien la situación geográfica del actual Sphenodon permitía esperar su presencia en el registro fósil de América del Sur, sus restos nunca habían sido hallados anteriormente. Nuevos restos recientemente hallados por Trevor Worthy en el Mioceno de Nueva Zelanda respaldan también estos conceptos.

## Descripción
Priosphenodon avelasi es el más grande de los esfenodontes terrestres conocidos. Medía aproximadamente 120 cm de largo, aunque su cola no se conoce de manera completa. Priosphenodon tiene un cráneo compacto y triangular, con un agudo pico frontal, y dientes pequeños y triangulares dispuestos muy apretadamente. La forma de los dientes originó el nombre de esta especie, que proviene de tres palabras griegas: sierra-cuña-diente. La dentición y los movimientos mandibulares hacia delante y atrás (propalinalidad) permiten suponer una dieta herbívora. Sin embargo, esto es discutido, ya que, curiosamente, el único lepidosaurio propalinal de nuestros días, el tuátara, es carnívoro. Se puede diferenciar de todos los demás esfenodontes por la combinación de las siguientes características: maxilar con un proceso ascendente bien desarrollado y convexo que genera una región preorbital robusta; prefrontal con un proceso posterior en forma de gancho que abraza al nasal; fenestra suborbital oculta en vista ventral; dientes altos, en forma de hojuela, densamente apretados y con su ápice orientado hacia adelante (opistodontes), con rebordes labiales y linguales imbricados, que cubren la base del diente anterior en vista lateral y medial; dentario con un proceso mentoniano ventromedialmente desarrollado de contorno redondeado (o sea, desprovisto de un extremo en gancho), y, coherentemente, el dentario es fuertemente cóncavo cerca de la sínfisis a lo largo de su margen ventral; fuertes proyecciones anteriores del dentario (espolones), con extremos que encajan y dejan notorias marcas en la cara bucal del pico formado por el premaxilar.

## Dentición
Estudios realizados sobre la dentición de Priosphenodon avelasi por Aaron Leblanc (Departamento de Ciencias Biológicas de la Universidad de Alberta, Canadá) y Sebastián Apesteguía demostraron analizando el interior de los dientes de Priosphenodon mediante microscopía y tomografías que los dientes de Priosphenodon, en lugar de formar triángulos puntiagudos en la parte superior de las mandíbulas, se han transformado en conos que se apilan entre sí a lo largo de las mandíbulas. A los dientes de las mandíbulas (inferiores) les faltan las caras frontales, mientras que los dientes de los maxilares (superiores) carecen de las caras posteriores. Cuando estos dientes se cortaron unos a otros y se desgastaron, los dientes formaron crestas de esmalte duro y cuencas poco profundas de dentina y hueso más blandos. Además, cuando observamos más profundamente las mandíbulas nos dimos cuenta de que el esmalte y la dentina se doblaban y torcían en formas complejas, a veces entrecruzando los dientes vecinos para crear un elaborado sistema de anclaje entre los dientes. Sin raíces estándar, cada diente usa su diente vecino de anclaje del esmalte formando una sujeción accesoria de diente a diente. Esto habría mantenido todo el conjunto de dientes juntos mientras Priosphenodon molía su comida a través. El esmalte de Priosphenodon es muy grueso (el doble que el de un reptil típico) y está organizado en pequeños prismas minerales. En otros reptiles la cantidad de esmalte utilizado es de menos de la mitad y, además, el esmalte se deposita en láminas de cristales minerales menos organizados. Es la primera vez que se registra en un esfenodonte la posibilidad de desarrollar un esmalte prismático, como el de algunos mamíferos, aunque ya se había registrado en un tipo de lagarto herbívoro, el lagarto de cola espinosa (Uromastyx) que también tiene dientes sin reemplazo y de esmalte complejo que usan para machacar tejidos vegetales duros. Solo en raras ocasiones se encuentran reptiles herbívoros que han perdido la capacidad de reemplazar sus dientes. Esta combinación de factores probablemente promovió la evolución de un esmalte más resistente, "parecido a un mamífero" en Priosphenodon .

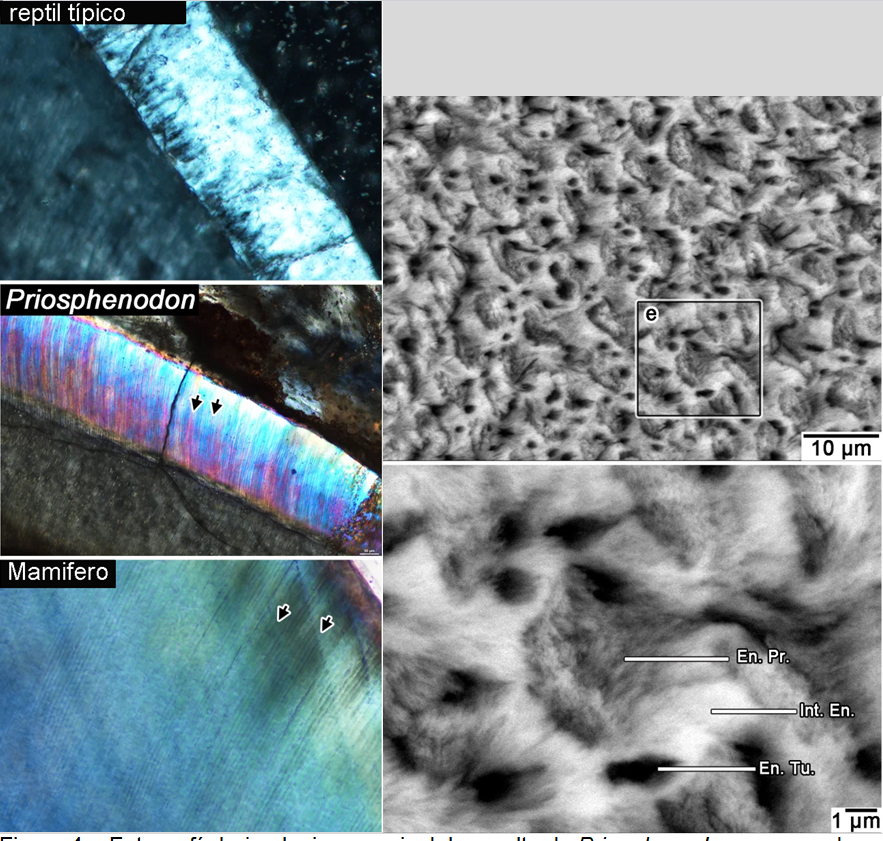
Estructura del esmalte de Priosphenodon

## Historia
Priosphenodon es conocido a partir de cientos de especímenes colectados por el equipo de Sebastián Apesteguía desde 1999. Los primeros especímenes fueron hallados por Sebastián Apesteguía y Jorge Antonio González en 1999, pero el ejemplar que sería holotipo fue hallado en 2001 por Federico Agnolín, con una preservación diferente a la de los demás especímenes. El descubrimiento de grandes y abundantes esfenodontes en Patagonia, los únicos por ese entonces para el Cretácico Superior a nivel mundial fue realizado en la localidad de La Buitrera, parte del Área Paleontológica La Buitrera (APLB), una serie de localidades fosilíferas situadas en el extremo noroeste de la Patagonia, a unos 1300 km al suroeste de Buenos Aires. Esta localidad fue descubierta mediante la re-exploración del área circundante a Cerro Policía. La zona había sido recorrida en 1922 por el geólogo Walter Schiller y el paleontólogo Santiago Roth, quienes exploraron la zona desde el establecimiento de Rancho de Ávila (hoy El Manzano), pero sin dar con La Buitrera o sus fósiles. Una campaña liderada por el paleontólogo Sebastián Apesteguía en 1999, en el marco de un proyecto dirigido por Fernando E. Novas para explorar las rocas del Cretácico superior en el norte de la Patagonia, permitió el hallazgo de los primeros esqueletos completos de estos grandes esfenodontes.

## Clasificación
Priosphenodon pertenece al linaje de los eilenodontinos, y estos a los Opisthodontia, un grupo de esfenodontes caracterizados por dientes anchos o cuadrados y un tamaño mediano a grande.

## Paleoambiente
En nuestros días, los rojos paredones de La Buitrera (Río Negro) cortan la estepa patagónica mostrando las millones de finas capas de arena consolidada. Estas son depositadas por el viento y, también, por  los ríos estacionales que tras las lluvias recorrían una vez al año por esa parte de Sudamérica durante los inicios del Cretácico superior, hace unos 92-95 millones de años. Tras surcar el antiguo desierto de Kokorkom, de unos 826 km², terminaban desaguando en la cuenca interior de Picún Leufú. Los esfenodontes deambulaban entonces a la sombra de los mayores dinosaurios conocidos; por ejemplo, el carnívoro Giganotosaurus, de 12 metros de largo y dientes como puñales, los abelisaurios y grandes saurópodos como los titanosaurios primitivos y los rebaquisáuridos como Cathartesaura  (aunque este género se conoce de la suprayacente Formación Huincul). Otros integrantes de la misma fauna, aunque más pequeños, eran los araripesuquios, como la especie Araripesuchus buitreraensis, y los crocodilomorfos terrestres del tamaño de una iguana, omnívoros, con grandes dientes caniniformes y los orificios nasales al frente de un largo hocico, que les daban un aspecto algo zorruno. Las serpientes terrestres, por ejemplo Najash rionegrina, con minúsculos restos de patas, los pequeños lagartos y los veloces dinosaurios carnívoros, como el minúsculo alvarezsauroideo Alnashetri cerropoliciensis, y el unenlagino Buitreraptor gonzalezorum acechaban a los abundantes mamíferos driolestoideos, por ejemplo Cronopio dentiacutus, con cráneos de apenas cuatro centímetros. En las orillas de los cuerpos lacustres, las tortugas acuáticas Prochelidella buitreraensis, emparentadas con la actual Acantochelys se alimentaban de peces, entre los que destacaban los dipnoos o peces pulmonados, como Ceratodus argentinus y Atlantoceratodus iheringi. Los abundantes materiales de esfenodontes (de cientos de especímenes de distinta edad), muchos de ellos exquisitamente preservados en tres dimensiones, representan una inusual fuente de información.

## Otros esfenodontes sudamericanos
La historia del grupo en Gondwana merece especial consideración, dado que si bien su distribución a lo largo del Triásico era global, hacia el Jurásico y Cretácico temprano, conforme la fragmentación de Pangea se desarrollaba, los distintos linajes de esfenodontes comenzaron a diferenciarse entre sí en las diversas regiones geográficas. De ellos, los esfenodontinos han sido hallados en el Jurásico y Cretácico temprano de América del Norte y Europa, así como a partir del Pleistoceno de Nueva Zelanda, mientras que los eilenodontinos, linaje al que pertenece Priosphenodon, provienen de rocas del Jurásico superior y Cretácico inferior de Estados Unidos y, finalmente, del Cretácico superior de Patagonia. Adicionalmente, la búsqueda exhaustiva de materiales de esfenodontes en sedimentos de fines del Cretácico superior (67 millones de años) permitió al autor hallar restos en dos localidades patagónicas más. Una de ellas, Los Alamitos, fue trabajada por José Bonaparte, del Museo Argentino de Ciencias Naturales, hacia fines de la década de 1980 y la otra, Salitral de Santa Rosa, por Guillermo Rougier, de la Universidad de Louisville, Estados Unidos, en años recientes. Estos datos permiten reconocer la supervivencia de los esfenodontes en Patagonia al menos hasta el mismo final del Cretácico y nuevos hallazgos permitieron hallarlos a principios del Paleógeno sudamericano, donde probablemente vivieron hasta el cambio climático del Eoceno. Si bien solo han sido hallados en pocos lugares del norte de Patagonia, esto evidencia que para el Cretácico superior estarían distribuidos al menos por la región Weddelliana (Pacífica) de Gondwana. Su casi total ausencia en el registro fósil terciario y su magra supervivencia en las islas de Nueva Zelanda nos permiten suponer que los esfenodontes fueron una de las víctimas de la extinción de fines del Cretácico, la misma que eliminó a los dinosaurios no avianos, y que habría conducido a estos lepidosaurios hasta una reducción poblacional extrema. Su supervivencia habría estado ligada (nuevamente) a la plasticidad evolutiva del grupo, cuyo representante actual demuestra en una inusual tolerancia a las zonas frías, pues está activo a 5 grados centígrados y se siente cómodo a unos 12 grados centígrados, intolerable para la actividad de otros lepidosaurios. De hecho, Sphenodon cuenta con otra adaptación novedosa, propia de algunos esfenodontes avanzados: la barra temporal inferior completa. Tiempo atrás, se consideraba presente en los primeros esfenodontes, y que su pérdida era característica de los escamados. Sin embargo, el hallazgo del esfenodonte basal Gephyrosaurus, y los estudios de embriones de Sphenodon (ya que los caracteres que surgieron primero en la evolución suelen formarse primero en el embrión) permitieron reconocer que en realidad la barra incompleta ya estaba en los primeros lepidosaurios, y que la barra completa era una adquisición de algunos esfenodontes avanzados. Este puente óseo, que conecta la región del cráneo donde articula la mandíbula (hueso cuadrado) con la zona posterior a los dientes maxilares (hueso yugal), contribuye a reforzar la región. Esto permite la aplicación de un corte más poderoso y un buen desarrollo de su característica masticación propalinal, en la que la mandíbula se desliza adelante y atrás encarrilada entre los huesos maxilar y palatino, y para lo cual un cráneo rígido es un requisito. En algunos linajes de esfenodontes, esto se habría logrado mediante el desarrollo de la barra temporal inferior (esfenodontinos) y en otros por una expansión de la barra superior (eilenodontinos). Hallazgos recientes muestran que los esfenodontinos también se hallaban presentes, aunque mas escasos, en los ecosistemas cretácicos de Sudamérica.